# Leon Van Daele
Leon Van Daele (24 de febrero de 1933-Oostkamp, 30 de abril de 2000) fue un ciclista belga.
Se convirtió en corredor profesional en 1952 con el equipo Bertin. Durante sus primeros años, ganó varios critériums y carreras bélgicas tales como la Kuurne-Bruselas-Kuurne o el Campeonato de Flandes.
En 1957 se impuso en la París-Bruselas y acabó séptimo en el campeonato del mundo. En la París-Roubaix, es tercero, batido al sprint por Rik Van Steenbergen, aunque fue Alfred De Bruyne quien ganó la prueba aventajando a estos en más de un minuto.
El año siguiente, ganó la París-Roubaix. Atacando a 300 metros de la meta, sorprendió a los favoritos Rik Van Steenbergen, Miguel Poblet y sobre todo a su líder Rik Van Looy. Esta será su victoria más importante de su carrera deportiva.
En 1959 ganó la Gante-Wevelgem y acabó tercero de la Milán-San Remo.

## Palmarés
| 1954 - Kuurne-Bruselas-Kuurne - 1 etapa del Tour de Picardie 1955 - 1 etapa del Tour de Picardie - 1 etapa del Tour de l'Ouest 1956 - Campeonato de Flandes - Circuito de Houtland - 1 etapa del Tour de l'Ouest 1957 - Campeonato de Flandes - París-Bruselas - Halle-Ingooigem - 1 etapa de la Vuelta a los Países Bajos - Tres Días de Amberes, más 1 etapa - Milán-Mantua 1958 - París-Roubaix - Campeonato de Flandes - 2 etapas del Vuelta a la Comunidad Valenciana | 1959 - Gante-Wevelgem - 1 etapa de la París-Niza - 1 etapa del Tour de Luxemburgo 1960 - Circuito de Houtland 1961 - Nokere Koerse - Kuurne-Bruselas-Kuurne - 1 etapa del Tour de Luxemburgo 1962 - Omloop Mandel-Leie-Schelde 1964 - Gran Premio del 1 de Mayo - Elfstedenronde |

## Resultados

### Grande Vueltas
| Carrera         | 1952 | 1953 | 1954 | 1955 | 1956 | 1957 | 1958 | 1959 | 1960 | 1961 | 1962 | 1963 | 1964 |
| --------------- | ---- | ---- | ---- | ---- | ---- | ---- | ---- | ---- | ---- | ---- | ---- | ---- | ---- |
| Giro de Italia  | —    | —    | —    | —    | —    | —    | —    | —    | —    | —    | —    | —    | —    |
| Tour de Francia | —    | —    | —    | —    | —    | —    | —    | —    | —    | —    | —    | —    | —    |
| Vuelta a España | —    | —    | —    | —    | —    | —    | 58.º | —    | —    | —    | —    | —    | —    |

### Clásicas, Campeonatos y JJ. OO.
| Carrera                | Carrera                | 1954 | 1955 | 1956 | 1957 | 1958 | 1959 | 1960 | 1961 | 1962 | 1963 | 1964 |
| ---------------------- | ---------------------- | ---- | ---- | ---- | ---- | ---- | ---- | ---- | ---- | ---- | ---- | ---- |
| Omloop Het Nieuwsblad  | Omloop Het Nieuwsblad  | —    | —    | —    | 3.º  | —    | 5.º  | —    | —    | 38.º | —    | 59.º |
| Kuurne-Bruselas-Kuurne | Kuurne-Bruselas-Kuurne | 1.º  | —    | —    | 2.º  | —    | —    | —    | 1.º  | —    | 2.º  | 17.º |
|                        | Milan San Remo         | 74.º | —    | —    | —    | 10.º | 3.º  | —    | 83.º | —    | —    | 89.º |
| A través de Flandes    | A través de Flandes    | —    | —    | —    | —    | —    | —    | —    | 3.º  | —    | —    | —    |
| Gante-Wevelgem         | Gante-Wevelgem         | 5.º  | —    | —    | 10.º | 18.º | 1.º  | 6.º  | 18.º | —    | 16.º | 24.º |
|                        | Tour de Flandes        | 25.º | —    | 3.º  | —    | —    | 22.º | 71.º | —    | —    | —    | —    |
|                        | París-Roubaix          | 27.º | 64.º | —    | 3.º  | 1.º  | 8.º  | 50.º | 15.º | —    | —    | 46.º |
| Flecha Valona          | Flecha Valona          | —    | —    | —    | —    | 23.º | —    | —    | —    | —    | —    | —    |
|                        | Lieja-Bastoña-Lieja    | —    | 28.º | 38.º | —    | —    | —    | —    | —    | —    | —    | —    |
| Mundial en Ruta        | Mundial en Ruta        | —    | —    | —    | 7.º  | —    | 30.º | —    | —    | —    | —    | —    |
| Bélgica en Ruta        | Bélgica en Ruta        | —    | —    | —    | —    | —    | 10.º | —    | —    | —    | —    | —    |

-: No participa

Ab.: Abandono